# Petaurista
Petaurista es un género de roedores esciuromorfos de la familia Sciuridae conocidos comúnmente como ardillas voladoras gigantes. Son propios de Asia.

## Especies
Se han descrito las siguientes especies:
- Petaurista alborufus
- Petaurista elegans
- Petaurista leucogenys
- Petaurista magnificus
- Petaurista nobilis
- Petaurista petaurista
- Petaurista philippensis
- Petaurista xanthotis